# Boarmia approximaria
Boarmia approximaria là một loài bướm đêm trong họ Geometridae.